# Ruskia
Ruskia är en ö i Finland. Den ligger i sjön Saimen och i kommunen Sankt Michel i den ekonomiska regionen  S:t Michel och landskapet Södra Savolax, i den södra delen av landet, 200 km nordost om huvudstaden Helsingfors. Öns area är 2,9 hektar och dess största längd är 310 meter i sydöst-nordvästlig riktning.